# Alabama (rivière)
Pour les articles homonymes, voir Alabama (homonymie).
L'Alabama (anglais : Alabama river) est une rivière du sud des États-Unis qui forme, en confluant avec le Tombigbee, le Mobile se jetant dans le golfe du Mexique par la baie de Mobile. Le mot Alabama a pour origine deux termes de la langue Choctaw : Alba, désignant des plantes ou des mauvaises herbes et Amo signifiant couper ou égaliser.

## Géographie

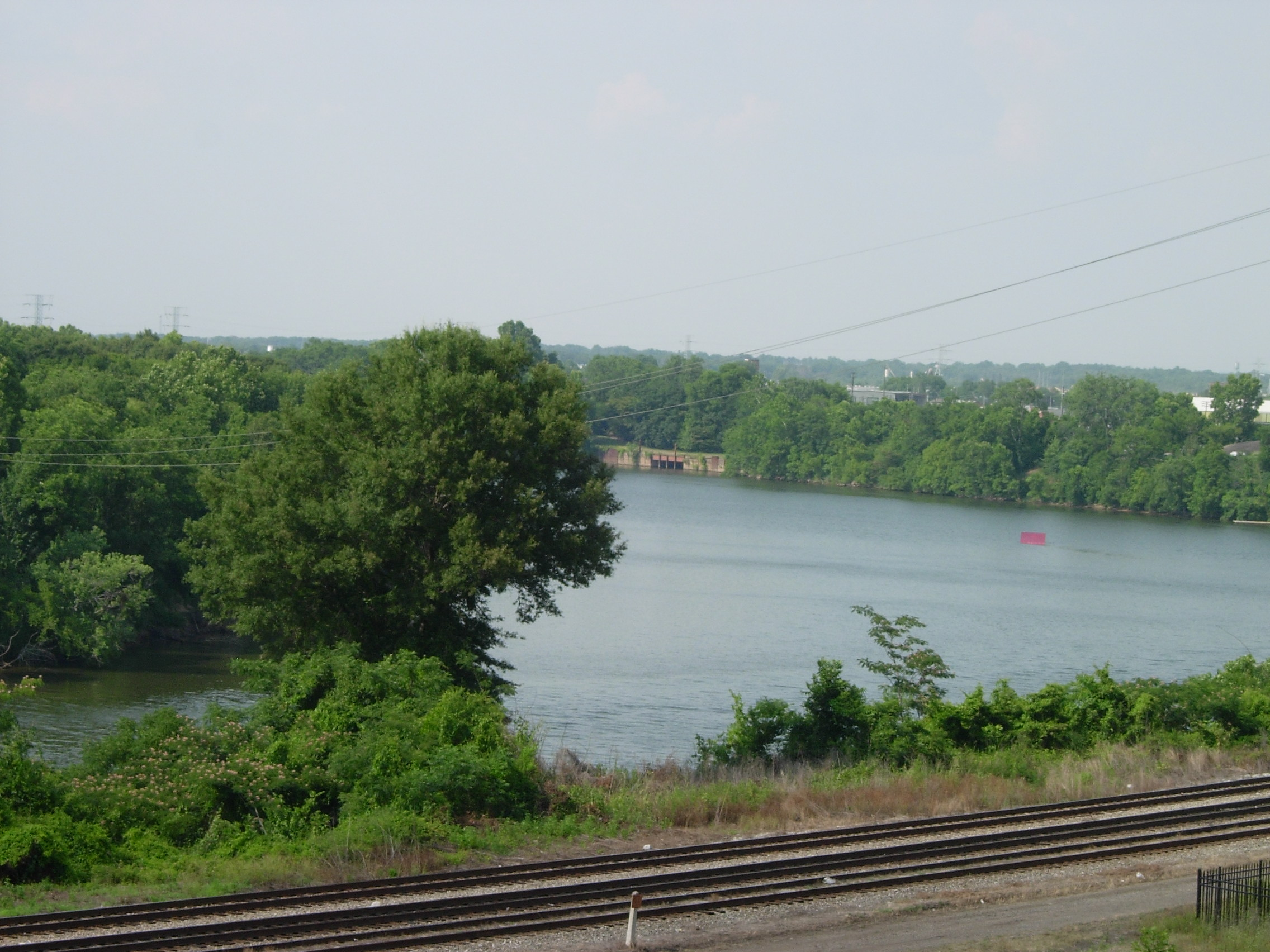
L'Alabama à Montgomery.

L'Alabama naît de la rencontre, à 25 km au nord de Montgomery près de Wetumpka, des rivières Tallapoosa et Coosa. Elle prend alors la direction de l'ouest, sur environ 150 km, jusqu'à la ville de Selma, puis infléchit sa course vers le sud-ouest, sur près de 330 km, jusqu'à sa rencontre avec la rivière Tombigbee près de Calvert, au nord de Mobile. En confluant, les deux cours d'eau forment la Mobile river, fleuve qui se jette dans la baie de Mobile sur le golfe du Mexique. L'institut géologique des États-Unis (United States Geological Survey) a fixé la longueur de l'Alabama à 502 km (de la confluence de la Tallapoosa et de la Coosa à la rencontre de la rivière Tombigbee). La rivière se trouve donc au centre d'un système hydrographique complexe et apparaît comme l'unificateur des cours d'eau de l'Est de l'état d'Alabama, la Coosa et la Tallapoosa, et de l'Ouest comme la Cahaba, la Black Warrior et la Tombigbee. Avec ses affluents, l'Alabama draine un bassin versant de 59 000 km2 sur les trois États de l'Alabama, de la Géorgie et du Tennessee
À l'exception de la première partie de son cours jusqu'à Montgomery, caractérisée par une pente moyenne dans un terrain relativement accidenté, l'Alabama serpente au milieu d'une vaste plaine côtière en accomplissant de nombreux méandres. La très faible pente empêche un bon écoulement des eaux et, en cas de crues, peut conduire à des inondations spectaculaires, bien que peu meurtrières car les débordements de la rivière touchent surtout les terres basses inexploitées. Le bassin de l'Alabama connaît un climat subtropical humide caractérisé par des hivers doux et courts, des étés longs et aux températures élevées, des précipitations abondantes bien réparties sur l'année. Les inondations interviennent lorsque des tempêtes, accompagnées de pluies diluviennes, s'abattent sur une superficie importante du bassin. Bénéficiant de l'apport de la Tallapoosa et de la Coosa, des nombreux affluents de son cours dont le puissant Cahaba, de loin son principal tributaire, l'Alabama présente un débit moyen annuel de 950 m3/s (à l'exutoire) dans le cadre d'un régime pluvial subtropical humide caractérisé principalement par de sévères étiages de fin d'été et de début d'automne.

## Histoire

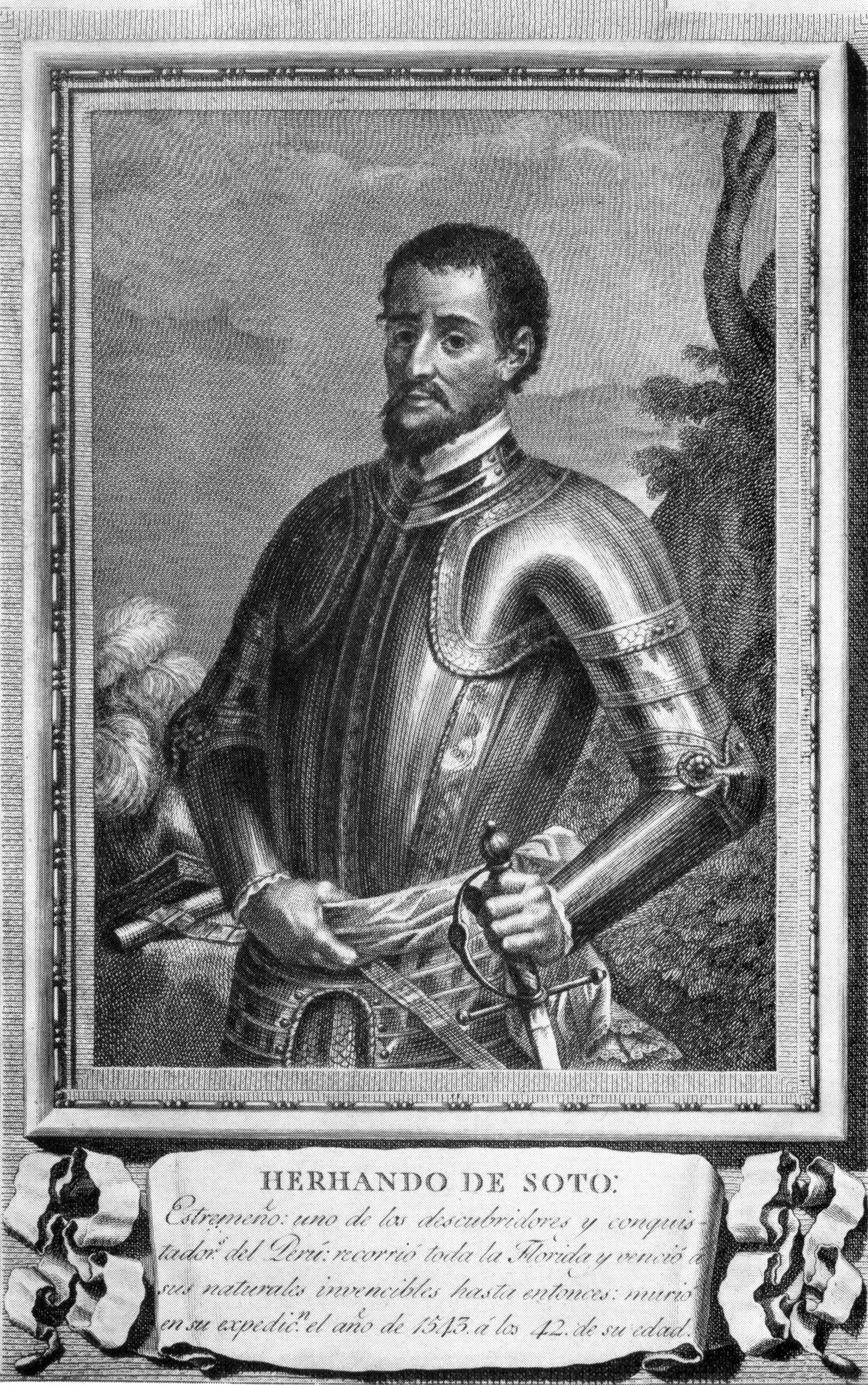
Hernando de Soto.

Le conquistador et explorateur espagnol, Hernando de Soto, fut le premier européen à reconnaître l'Alabama, en 1540, mais il fallut attendre encore un siècle et demi pour assister à l'installation permanente de colons dans cette région des États-Unis. En 1714, les Français, présents autour de l'actuelle ville de Mobile, inquiets de l'influence croissante des commerçants britanniques, décidèrent de construire un fort à un emplacement stratégique leur permettant de contrôler échanges et déplacements dans cette partie du Nouveau monde. Ainsi fut édifié Fort Toulouse, premier établissement européen de la vallée de l'Alabama, à la confluence des rivières Coosa et Tallapoosa. Cet emplacement était utilisé depuis longtemps par les tribus indiennes autochtones qui avaient édifié des tumulus sur la rive gauche de la rivière Coosa.

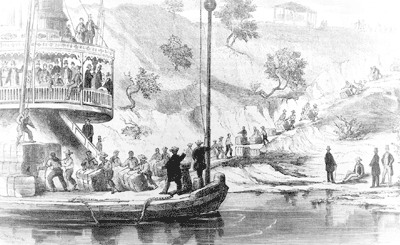
Un steamboat sur l'Alabama au milieu du XIXe siècle : le déchargement des balles de coton (University of Alabama Hoole Collection).

Un épisode dramatique de l'histoire de la rivière intervint durant la période charnière qui sépara l'annexion du territoire de l'Alabama par les États-Unis, toute jeune nation souveraine, de son entrée dans l'Union en tant que vingt-deuxième État en 1819. Il se déroula durant la guerre qui opposa, en 1813-1814, les Creeks et les colons blancs qui s'étaient installés près des berges de la rivière et de ses affluents. Craignant pour leur sécurité et n'espérant guère une aide des forces armées fédérales, les colons avaient construit de nombreux forts, parmi lesquels Fort Mims, édifié dans une boucle de l'Alabama sur le territoire de l'actuel comté de Baldwin. Le 30 août 1813, la place forte fut attaquée et prise par les Creeks commandés par un métis indien, William Weatherford, connu sous le surnom d'Aigle Rouge, les colons et miliciens furent systématiquement massacrés ou brûlés vifs; plus de 400 personnes périrent, hommes, femmes et enfants. Ce carnage fut un des plus importants des guerres indiennes. Cette victoire sanglante n'empêcha pas les Creeks d'être vaincus et de devoir signer, le 9 août 1814, le traité de Fort Jackson qui les contraint à céder plus de la moitié de leur territoire.
Lorsque la région retrouva la paix, que la mise en valeur des terres fut engagée, la culture du coton se répandit le long de la rivière et dans les vallées de ses affluents. Le coton était le sang de l'État de l'Alabama et le cours d'eau l'artère principale par laquelle la plante textile transitait. Jusqu'à l'arrivée du bateau à vapeur au cours des années 1820, le commerce s'effectuait exclusivement vers l'aval, mais cette innovation technique permit une navigation autant vers l'embouchure que vers l'amont. Les principales villes s'édifièrent de part et d'autre de la rivière où flottaient les trains de bois et naviguaient les steamboats transportant passagers et balles de coton. Durant cette période qui s'étale de 1825 à 1860 environ, plus de 200 atterrissages jalonnaient les rives (1 tous les 2,5 km !), permettant de charger ou décharger, coton, bois de chauffe, marchandises venues de toute l'Union, embarquer ou débarquer négociants, planteurs, travailleurs, aventuriers ou simples habitants. Cet âge d'or de l'Alabama fut aussi celui des steamboats destinés à satisfaire l'appétit de plaisirs des autochtones et qualifiés de palais flottants. L'arrivée du chemin de fer, puis la guerre de Sécession mirent un terme à la splendeur de l'Alabama.

## Économie, navigation

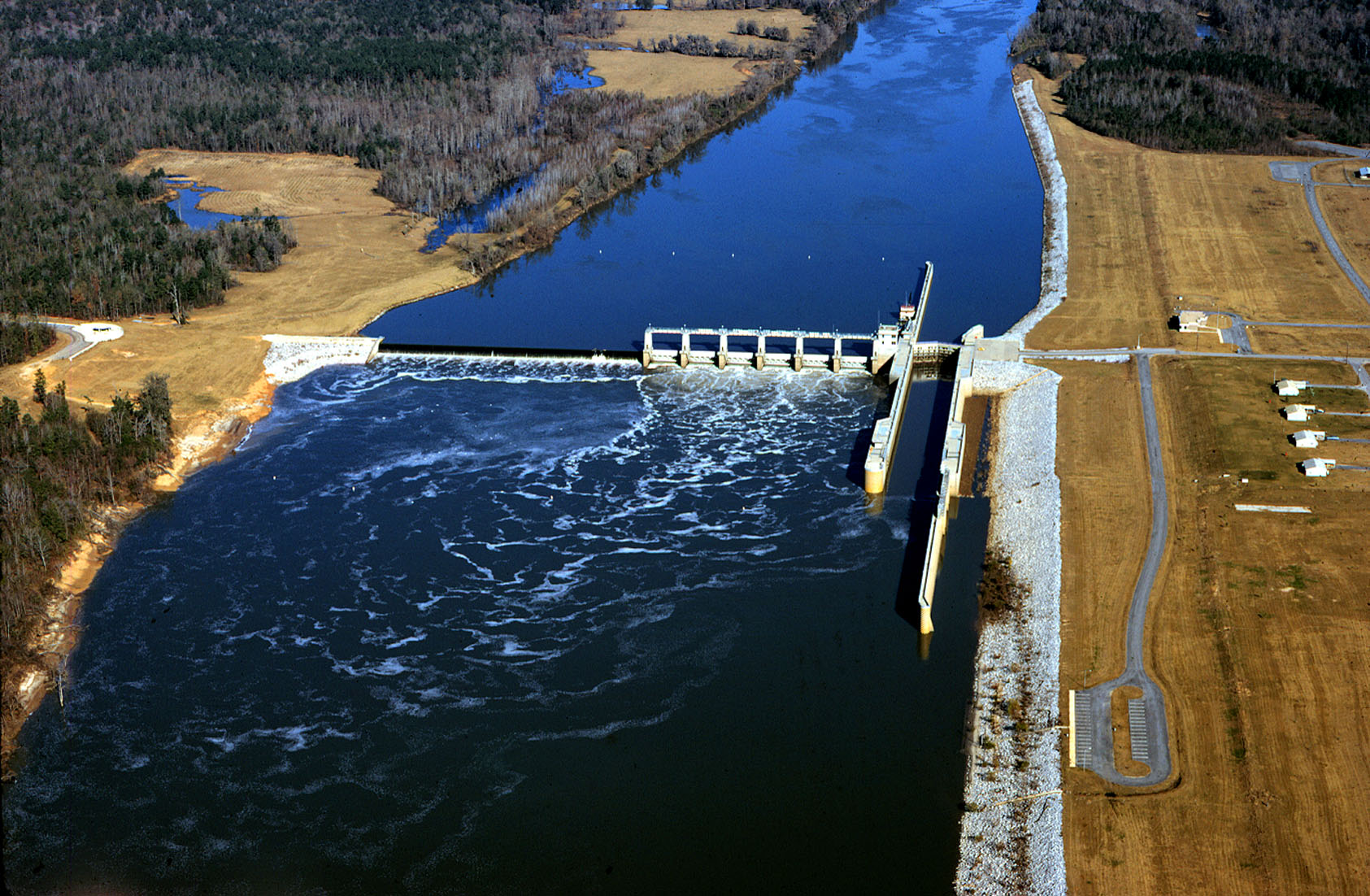
Le barrage Clairbone.

Aujourd'hui encore, l'agriculture demeure une activité importante dans l'économie du bassin de l'Alabama, surtout dans son cours inférieur. Les activités agricoles sont principalement orientées vers les productions végétales: maïs, graines de soja, pommes de terre, cacahuètes, foin, mais les productions animales connaissent une forte croissance dans le cadre de l'élevage bovin (viande, lait) et celui, industriel, des volailles. L'intégration progressive des exploitations dans le cadre du complexe agro-industriel, leur mécanisation croissante illustrent la modernisation du secteur. L'industrie est surtout représentée, dans les moyennes et petites villes, par l'agro-alimentaire et les activités liées au bois (papeterie à Selma); l'agglomération de Montgomery a largement diversifié ses activités depuis plus d'une décennie, accueillant, entre autres, la première usine Hyundaï sur le sol américain.
L'Alabama est navigable sur la totalité de son cours mais la navigation de Wetumpka à la Mobile river est considérée comme délicate en raison des variations de débit du cours d'eau. C'est en 1945 que le Congrès décida d'engager des travaux colossaux pour rendre navigable, durant la majeure partie de l'année, la rivière aux embarcations de grand gabarit. La totalité des infrastructures fut achevée en 1972 avec la mise en service du dernier des trois barrages qui régulent le cours de l'Alabama: le Robert F Henry lock and dam, 25 kilomètres en amont de Selma. Ce dernier complétait les deux ouvrages précédents édifiés plus en aval et ouverts à la navigation en 1969: le Clairbone lock and dam situé à 132 km de la confluence avec le Tombigbee et le Millers Ferry lock and dam localisé à 230 km de l'exutoire. Ces barrages ont créé de vastes lacs de retenue, à savoir d'amont en aval: le R.E. “Bob” Woodruff lake qui baigne le sud de Montgomery, le William “Bill” Dannelly lake et le Clairbone lake. Depuis 1972, le Corps des Ingénieurs de l'Armée américaine du district de Mobile maintient, dans des conditions difficiles, la navigation grâce à la gestion des réserves en eau des retenues et aux opérations de dragage du chenal.
La circulation normale des péniches et barges est autorisée lorsqu'une profondeur de 9 pieds dans un chenal de 200 pieds de large est atteinte, une circulation réduite est tolérée lorsque la profondeur est comprise entre 7,5 et 9 pieds; en deçà de ses chiffres, seules quelques embarcations de faibles tonnage et tirant d'eau peuvent emprunter le cours de la rivière. Le trafic fluvial a diminué depuis le milieu des années 1980 à cause des mauvaises conditions de navigation (sécheresses prolongées) et de la concurrence des autres modes de transport. La situation s'est détériorée rapidement et gravement ; alors qu'en 1986, le trafic avait atteint son niveau le plus élevé, soit 4,1 millions de tonnes, il ne dépassait pas 600 000 tonnes en 1999, l'essentiel de celui-ci étant constitué de produits forestiers (grumes, bois d'œuvre...). Les derniers chiffres font apparaître une stabilisation autour de 500 000 tonnes au début des années 2000.

## Pont Edmund Pettus
Le pont Edmund Pettus traverse la rivière Alabama près de Selma. Le pont a été le site des célèbres marches pour les droits civiques en 1965 ; la première est devenue célèbre sous le nom de « Bloody Sunday » parce que la police de l’État et du comté a matraqué les manifestants sur le pont à la sortie de la ville.